# Magdalena Bylczyńska
Magdalena Bylczyńska (ur. 11 listopada 1887 w Pieniakach w powiecie brodzkim, zm. 11 września 1966 w Bydgoszczy) – polska pianistka, pedagog, działaczka społeczno-kulturalna.

## Życiorys
Córka lwowskiego aktora Edwarda Webersfelda. Pierwsza żona Jakuba Bylczyńskiego. W latach 1894–1897 uczyła się we Lwowie w prywatnej szkole muzycznej Karola Mikulego (ucznia Fryderyka Chopina) i jego żony. Studiowała w Konserwatorium Galicyjskiego Towarzystwa Muzycznego we Lwowie u prof. Franciszka Neuhausera i Stanisława Niewiadomskiego, następnie w Wiedniu u prof. Teodora Leszetyckiego (fortepian) i w Dreźnie w szkole śpiewu solowego.
Uczyła śpiewu i gry na fortepianie. Pracowała w Konserwatorium GTM (1908–1909), a do roku 1923 prowadziła we Lwowie prywatną szkołę fortepianu i śpiewu. Była członkinią Ochotniczej Legii Kobiet i brała udział w obronie Lwowa za co została odznaczona Krzyżem Obrony Lwowa. W 1923 roku opuściła Lwów i zamieszkała w Bydgoszczy, gdzie uczyła w Bydgoskim Konserwatorium Muzycznym. W czasie wojny znalazła się na listach inteligencji bydgoskiej przeznaczonej do likwidacji (bydgoska Akcja AB). Opuściwszy miasto ukrywała się – m.in. w okolicach Płocka i w Krakowie (u znajomych – prof. Zofii i Jana Walasów). Po II wojnie światowej wróciła do Bydgoszczy, gdzie była założycielką sekcji fortepianu w Społecznym Ognisku Artystycznym. Była nauczycielką m.in.: późniejszego prof. Akademii Muzycznej w Gdańsku – Konrada Pałubickiego, Pawła Podejki i Jerzego Hoffmana. W Bydgoszczy prowadziła dom otwarty, w którym bywali (od lat dwudziestych) m.in.: Juliusz Kaden-Bandrowski, Marian Turwid, Zbigniew Drzewiecki, Adam Grzymała-Siedlecki, Antoni Grabarz, Ryszard Siennicki, Aleksander Modlibowski, Kazimierz Borucki, dr Jan Piechocki i inni.
W Bydgoszczy związana najpierw z Augustem Pokornym, później z Konradem Pałubickim.
Pochowana na Cmentarzu Nowofarnym w Bydgoszczy (Aleja UW/33/408, wraz z Ryszardem Ciarrą, muzykiem).